# Nepenthes fusca
Nepenthes fusca är en tvåhjärtbladig växtart som beskrevs av Benedictus Hubertus Danser. Nepenthes fusca ingår i släktet Nepenthes och familjen Nepenthaceae. Inga underarter finns listade i Catalogue of Life.

## Bilder

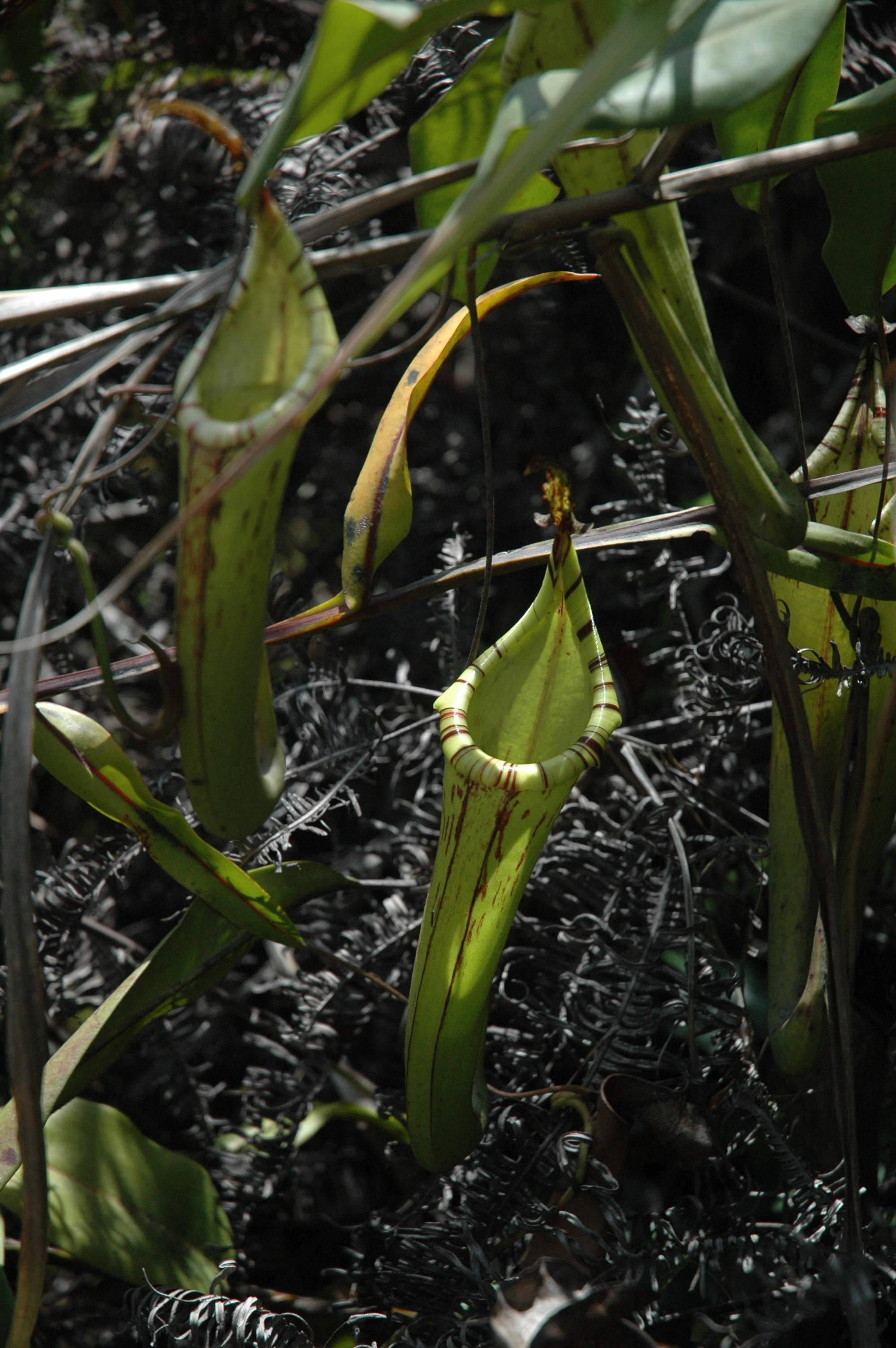
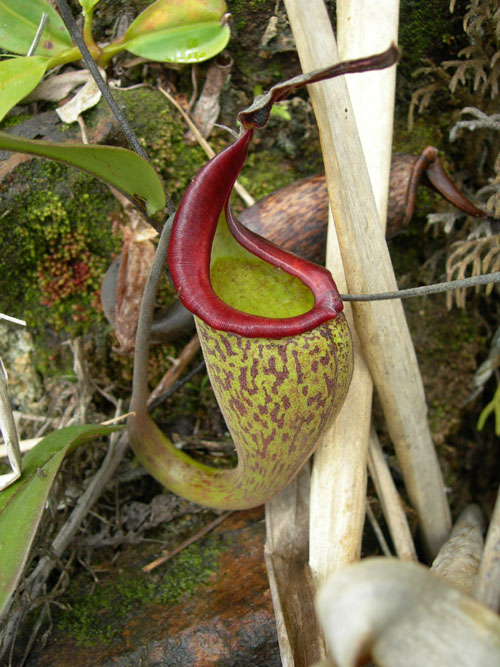
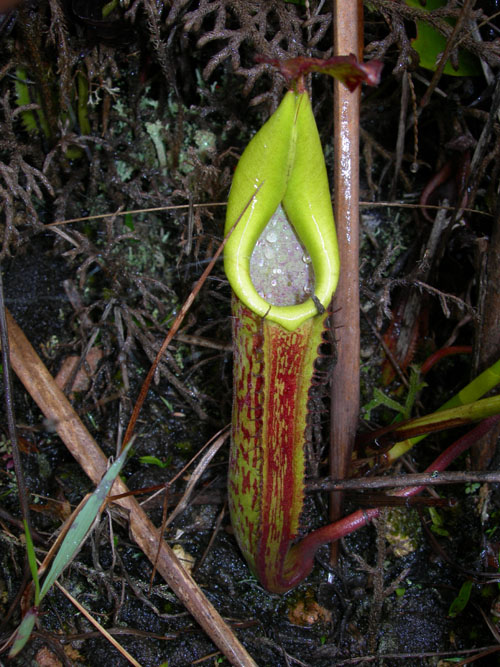
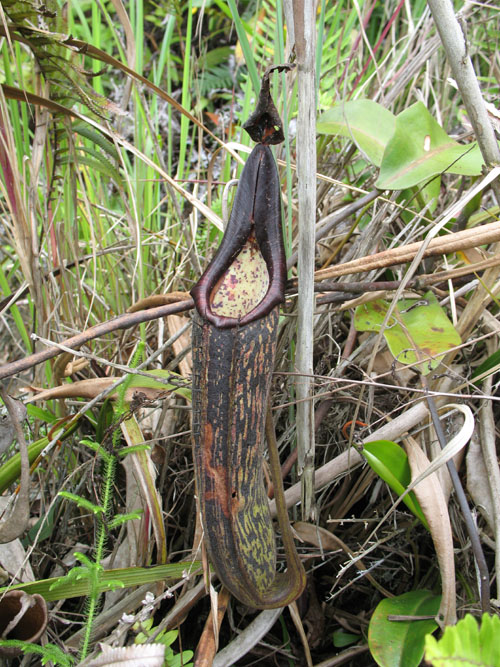
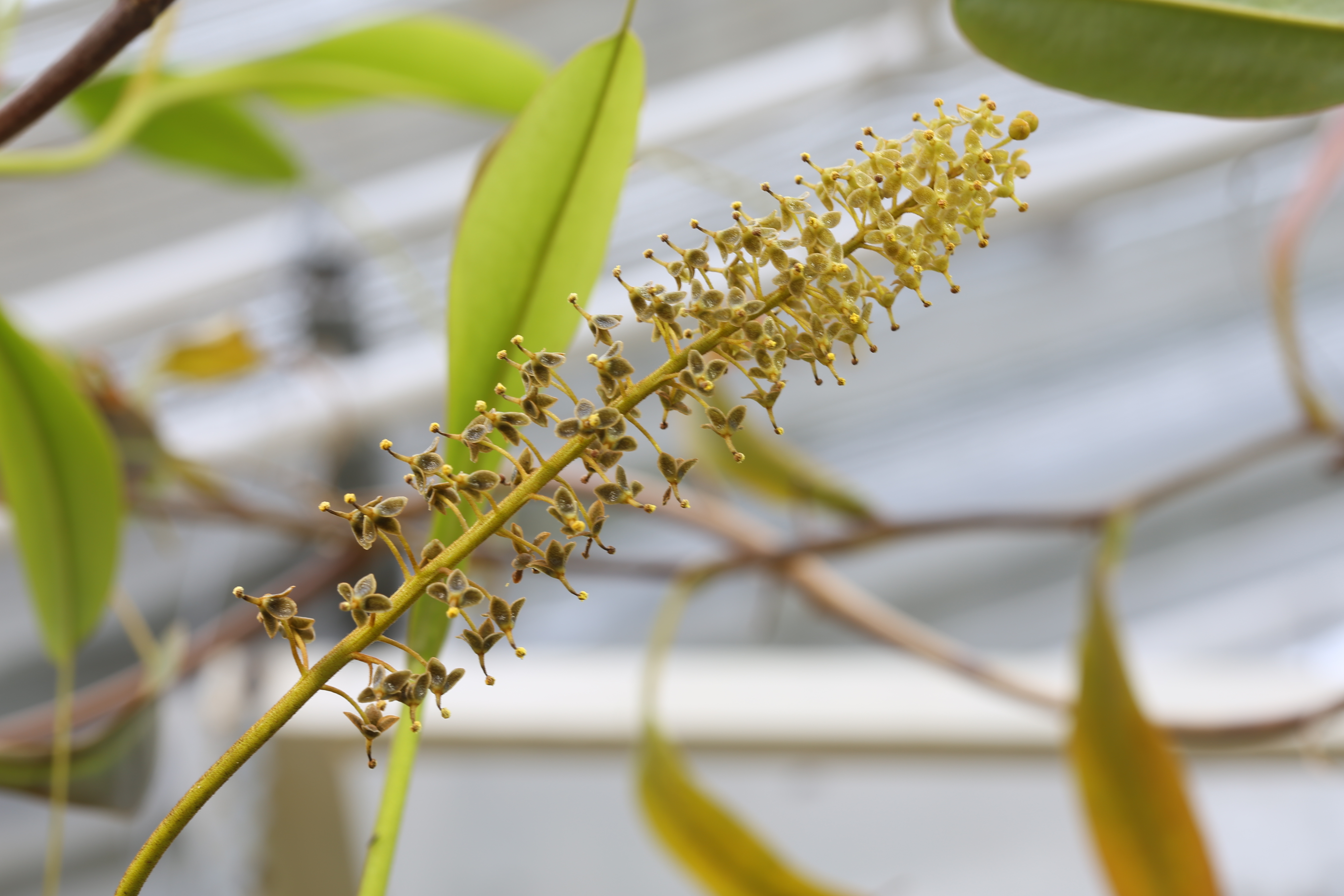